# Kabinet-Amir Sjarifoeddin I
Het kabinet-Amir Sjarifoeddin I was een Indonesisch kabinet tijdens de Indonesische Onafhankelijkheidsoorlog. Het was het eerste kabinet van premier Amir Sjarifoeddin, die ook minister van defensie bleef. Dat was hij ook al in de drie voorgaande kabinetten Sjahrir I, II en III.
Het voorgaande kabinet Sjahrir III was gevallen over de concessies die premier Soetan Sjahrir deed aan de Nederlanders in de nasleep van de Overeenkomst van Linggadjati. De concessies waren veroordeeld door zowel linkse politici, inclusief Amir Sjarifoeddin uit Sjahrirs eigen Socialistische Partij (PS), als de islamitische Masjoemi-partij. Volgend op het ontslag van Sjahrir op 27 juni 1947 vroeg president Soekarno aan de partijleiders van Masjoemi, PS, PNI en de Indonesische Arbeiderspartij (PBI) om een kabinet samen te stellen. Dit mislukte in eerste instantie doordat Masjoemi zware ministersposten eiste, die de andere partijen niet wilden geven. Met een afsplitsing van Masjoemi, de Indonesische Islamitische Vereniging Partij (PSII), werd wel overeenstemming bereikt, en Amir Sjarifoeddin werd premier van het nieuwe kabinet. Ook de Indonesische Christelijke Partij (Parkindo) en de Communistische Partij van Indonesië (PKI) leverden elk een minister, en de Katholieke Partij een onderminister.
Tijdens de termijn van het kabinet-Amir Sjarifoeddin I vond de eerste politionele actie plaats. Amir Sjarifoeddin verving zijn kabinet op 11 november 1947 door het kabinet-Amir Sjarifoeddin II, met als drijfveer dat hij toch de Masjoemi-partij weer bij zijn kabinet wilde betrekken.

## Samenstelling
Voor dit kabinet voerde Amir Sjarifoeddin het ambt van vicepremier (wakil perdana menteri) in, een functie die in Indonesië tot 1966 zou bestaan.
| Nr. | Ministerspost                 | Minister                          | Minister                              | Partij    |
| --- | ----------------------------- | --------------------------------- | ------------------------------------- | --------- |
| 1   | Minister-President            |                                   | Amir Sjarifoeddin                     | PS en PKI |
| 1   | Vicepremiers                  |                                   | Adnan Kapau Gani                      | PNI       |
| 1   | Vicepremiers                  |                                   | Setyadjit Soegondo                    | PBI       |
| 2   | Buitenlandse Zaken            |                                   | Agus Salim                            |           |
| 3   | Binnenlandse Zaken            |                                   | Wondoamiseno                          | PSII      |
| 4   | Defensie                      |                                   | Amir Sjarifoeddin                     | PS en PKI |
| 5   | Justitie (rechterlijke macht) |                                   | Soesanto Tirtoprodjo                  | PNI       |
| 6   | Informatie                    |                                   | Setijadi                              |           |
| 7   | Financiën                     |                                   | Alexander Andries Maramis             | PNI       |
| 8   | Welvaart                      |                                   | Adnan Kapau Gani                      | PNI       |
| 9   | Transport                     |                                   | Djoeanda Kartawidjaja                 |           |
| 10  | Openbare Werken               |                                   | Mohammad Enoch (tot 11 augustus 1947) |           |
| 10  | Openbare Werken               |                                   | Herling Laoh (vanaf 11 augustus 1947) | PNI       |
| 11  | Arbeid                        |                                   | Soerastri Karma Trimurti              | PBI       |
| 12  | Sociale Zaken                 |                                   | Soeprodjo                             | PBI       |
| 13  | Onderwijs                     |                                   | Ali Sastroamidjojo                    | PNI       |
| 14  | Godsdienst                    |                                   | Achmad Asj'ari (tot 9 oktober 1947)   | PSII      |
| 14  | Godsdienst                    |                                   | Anwaruddin (vanaf 9 oktober 1947)     | PSII      |
| 15  | Gezondheid                    |                                   | Johannes Leimena                      | Parkindo  |
| 16  | Ministers van Staat           |                                   | Hamengkoeboewono IX                   |           |
| 16  | Ministers van Staat           | Suja'as (voor voedselzaken)       |                                       |           |
| 16  | Ministers van Staat           |                                   | Wikana (voor jongerenzaken)           | PKI       |
| 16  | Ministers van Staat           | Siauw Giok Tjhan (voor Peranakan) |                                       |           |
| 16  | Ministers van Staat           |                                   | Hindromartono                         | PS        |
| 16  | Ministers van Staat           |                                   | Maroeto Darusman                      | PKI       |